# 티로신 (수의학)
티로신, 타이로신(Tylosin)은 수의학에 사용되는 마크롤라이드계열(macrolide) 항생제로 정균효과를 가지며, 사료 첨가제로 쓰인다. 타이로신은 그람 양성균과 제한된 범위의 그람 음성균에 대해 광범위한 활성을 가진다. 타이로신은 Streptomyces fradiae 의 발효 산물로 자연에서 발견된다.
타이로신은 수의학에서 다양한 종의 세균 감염을 치료하는 데 사용되며 안전성이 높다. 또한 일부 종의 성장 촉진제 및 반려 동물의 대장염 치료제로 사용된다.

## 행동 방식
다른 마크롤라이드(macrolides)계열 약물과 마찬가지로 타이로신은 박테리아 리보솜의 50S 서브유닛(subunit)에 결합하여 단백질 합성을 억제함으로써 감수성이 있는 세균 등에 정균 효과를 나타낸다.

## 활동의 스펙트럼
타이로신(Tylosin)은 포도상구균(Staphylococcus), 연쇄상구균(Streptococcus), 코리네박테리움(Corynebacterium), 에리시펠로트릭스(Erysipelothrix)를 포함한 그람 양성 박테리아에 대해 광범위한 활성을 가지고 있다. 타이로신은 그람 음성균에 대해서는 훨씬 더 좁은 활성 스펙트럼을 가지고 있지만 캄필로박터(Campylobacter coli) 및 특정 스피로헤타류(spirochaetes)에 대해 활성을 가지는 것으로 나타났다. 또한 포유류와 조류 숙주에서 분리된 마이코플라스마(Mycoplasma)종에 대해 매우 활성이 높은 것으로 나타났다. 다음은 의학적으로 중요한 몇 가지 병원체에 대한 MIC 감수성 데이터이다.
- 마이코플라스마 보비스(Mycoplasma bovis) : 0.06-4 μg / ml
- 황색 포도상 구균(Staphylococcus aureus) : 0.5-> 128 μg / ml[6]

## 임상적 사용
타이로신은 전 세계적으로 다양한 질병을 치료하는데 사용된다. 다른 제제(fomulations) 및 허가 조건은 특정 국가에서 특정 조건에 대해 인정된 치료 방법이 아닐 수 있다. 일반적으로 타이로신은 약물에 민감한 유기체 감염 치료용으로 허가를 받았지만, 소동물의 대장염 치료, 식량 생산 동물의 성장 촉진 및 흰 얼굴 개(white-faced dogs) 눈 주위의 유루증 (눈물 염색 자국) 감소 방법으로도 사용된다. 이 경우 킬레이팅 포르피린(porphyrin)인 타르트레이트(tartrate) 형태의 타이로신을 사용할 때만 결과가 긍정적이다. 눈물 얼룩 제거제로 다른 허가된 타이로신이 없으므로, 그러한 목적으로 사용하는 것은 불법이다. 예외적으로 캐스케이딩 규칙 (영국) 또는 추가 라벨 사용 규칙(미국)에 따라 수의사가 최후의 수단으로 처방되는 처방용 의약품이 있다.
타이로신으로 치료될 것으로 생각되는 세균 감염의 예로는 호흡기 감염, 자궁 경부염, 소의 급성 유방염 ; 양과 염소의 유방염; 돼지의 장염, 폐렴, 적혈구 및 전염성 관절염 ; 작은 동물의 연조직 감염 등이 있다.  타이로신은 위에 나열된 상태에 대한 이론상 적절한 치료 선택 일 수 있지만, 특정 감염을 치료하는 데는 다른 항생제가 더 바람직 할 수 있으며 타이로신은 첫번째 선택 약물은 아니다.

## 사용 가능한 방식
타이로신(Tylosin)은 주사용(injectable), 유방 내(intramammary) 및 구강(oral) 제제로 제공되며, 국가 마다 사용 가능한 제품 범위가 다르다.

## 구성
타이로신은 타이로신 A, B, C, D 구성물질 4가지의 혼합물이다. 타이로신 A는 타이로신의 주요 성분으로 간주된다 (타이로신의 약 90 % 구성). 그러나, 타이로신 B, C, D는 타이로신의 전반적인 효능에 기여한다.

## 주의사항 및 금기사항
타이로신이나 기타 마크로라이드 계열 약물에 과민 반응이있는 것으로 알려진 동물에서는 타이로신을 투여하지 않아야 한다.
경구 투여는 설사와 위장 장애를 일으킬 수 있다. 이것은 특히 말의 경우에 해당되므로 치명적일 수 있다. 타이로신은 또한 섭식하기 어려운 불쾌한 맛을 가지고 있다.
타이로신의 주사는 주사 부위 주변의 통증, 염증 및 가려움증을 유발할 수 있다.
타이로신은 그람 음성 세균에 대해 상대적으로 낮은 감수성을 가지고 있기 때문에 잘 모르는 세균감염 치료에 있어 좋은 선택이 아닐 수 있다.

## 약물 상호 작용
타일로신은 디기탈리스(digitalis) 혈중 농도를 증가시켜 그 독성이 증가할 수 있으며 클로람페니콜(chloramphenicol) 또는 린코사미드(lincosamides)에 길항작용이 있다.